# Flores de Aço
Steel Magnolias (bra/prt: Flores de Aço) é um filme estadunidense de 1989, do gênero comédia dramática, dirigido por Herbert Ross. É uma adaptação cinematográfica da peça de Robert Harling, de 1987, com o mesmo nome. A peça e o filme são sobre o vínculo que um grupo de mulheres compartilha em uma comunidade do sul dos Estados Unidos de uma pequena cidade, e como elas lidam com a morte de uma delas. O título sugere que os principais personagens femininos podem ser tão delicados quanto a flor de magnólia e tão duros quanto o aço.
A história é baseada na experiência real de Robert Harling sobre a morte de sua irmã, Susan Harling Robinson, em 1985, devido a complicações do diabetes tipo 1. Ele mudou o nome de sua irmã na história de Susan para Shelby Eatenton-Latcherie. A peça original dramatizou as experiências da família e dos amigos do autor da peça após a morte de sua irmã em 1985 de complicações diabéticas após o nascimento de seu sobrinho homônimo e o fracasso do rim doado por um membro da família. Um amigo escritor incentivou-o continuamente a escrevê-lo, a fim de chegar a um acordo com a experiência. Fez, mas originalmente como um conto para seu sobrinho, em seguida, mais tarde para obter uma compreensão da falecida mãe. Ele evoluiu em dez dias para a peça.
Natchitoches, Louisiana serviu tanto como locação do filme de 1989 quanto local do cenário com historiador Robert DeBlieux, um ex-prefeito de Natchitoches, como o conselheiro local. A casa onde grande parte do filme foi filmado é agora uma pousada de seis suítes, disponível para aluguel.
O filme recebeu um lançamento limitado em 15 de novembro de 1989: entrou na bilheteria dos EUA na quarta posição com um fim de semana de estreia de 5 425 440 dólares; na época da divulgação mais ampla, dois dias depois, arrecadou 15 643 935 dólares; permaneceu no top 10 por 16 semanas, 84 614 512 dólares no mercado interno com mais 12 145 000 dólares com mercados estrangeiros dando um total de 96 759 512 dólares. O filme foi lançado em VHS em 19 de junho de 1990, e em DVD em 25 de julho de 2000, permitindo que o filme arrecadasse mais 40 milhões de dólares. O total do filme foi para 135 904 091 dólares. O filme foi lançado em Blu-ray pela Twilight Time, em 11 de setembro de 2012. Um Blu-ray pelo 30º aniversário foi lançado em 28 de maio de 2019.
A CBS transmitiu em 17 de agosto de 1990, uma sitcom de meia-hora para televisão, como uma continuação do filme. O elenco incluiu Cindy Williams como M'Lynn, Sally Kirkland como Truvy, Elaine Stritch como Ouiser, Polly Bergen como Clairee e Sheila McCarthy como Annelle.
Lifetime produziu um remake planejado sob a direção de Kenny Leon, diretor do filme da ABC A Raisin in the Sun, definido em Louisiana nos papéis principais: Queen Latifah (M'Lynn), Jill Scott (Truvy), Alfre Woodard (Ouiser), Phylicia Rashad (Clairee), Adepero Oduye (Annelle) e Condola Rashad (Shelby). A produtora do filme de 1989, Victoria L. White, processou a Sony Pictures e o canal Lifetime pelo remake. De acordo com o TMZ, White alega que não está recebendo os créditos e dinheiro. White afirma ter um "acordo para a televisão", que dá a ela o título de coprodutora ou coprodutora executiva em qualquer projeto para a televisão baseado no filme. White ainda tentou, sem sucesso, que uma liminar impedisse o telefilme de ser exibido.

## Elenco
| Actor             | Character                               | Character Description |
| ----------------- | --------------------------------------- | --- |
| Sally Field       | M'Lynn Eatenton                         | Assistente social; esposa de Drum Eatenton; mãe de Shelby, Jonathan e Tommy; sogra de Jackson; avó materna de Jack Jr.                                                                                  |
| Dolly Parton      | Truvy Jones                             | Esteticista; esposa de Spud Jones; Mãe de Louie; fofoqueira da cidade |
| Shirley MacLaine  | Louisa "Ouiser" Boudreaux               | Melhor amiga e confidente de Clairee Belcher; Vizinha do lado da família de Eatenton; curmudgeon da cidade, e a inimiga de Drum Eatenton                                                                |
| Daryl Hannah      | Annelle Dupuy-DeSoto                    | Recém-chegada à cidade; aprendiz esteticista contratada por Truvy Jones; primeiro casada com Bunkie Dupuy; mais tarde se casa com Sammy DeSoto                                                          |
| Olympia Dukakis   | Clairee Belcher                         | Ex-primeira dama da cidade; irmã de Drew Marmillion, cunhada de Belle Marmillion; tia de Marshall e Nancy Beth Marmillion; melhor amiga e confidente de Ouiser Boudreaux; amiga dos Eatentons e Joneses |
| Julia Roberts     | Shelby Eatenton-Latcherie               | Filha mais velha e filha única de Drum e M'Lynn Eatenton; irmã de Jonathan e Tommy; casa-se com Jackson Latcherie e dá à luz Jack Latcherie Jr.; sofre de diabetes tipo 1                               |
| Tom Skerritt      | Drum Eatenton                           | Marido de M'Lynn Eatenton, pai de Shelby, Jonathan e Tommy; Sogro de Jackson Latcherie; avô materno de Jack Jr.                                                                                         |
| Sam Shepard       | Spud Jones                              | Trabalhador esporadicamente empregado; marido de Truvy Jones e o pai de Louie |
| Dylan McDermott   | Jackson Latcherie                       | Advogado; marido de Shelby Eatenton; pai de Jack Jr.; genro de Drum e M'Lynn e o cunhado de Jonathan e Tommy                                                                                            |
| Kevin J. O'Connor | Sammy DeSoto                            | O marido eventual de Annelle Dupuy, que a conheceu na recepção de casamento de Shelby e Jackson |
| Bill McCutcheon   | Owen Jenkins                            | O ex-namorado de Ouiser Boudreaux, que retornou à cidade |
| Ann Wedgeworth    | Aunt Fern Thornton                      | Tia de Jackson Latcherie; sua especialidade é assar bolos em forma de animais |
| Knowl Johnson     | Tommy Eatenton                          | Drum e filho primogênito de M'Lynn Eatenton e filho do meio; Shelby e o irmão de Jonathan; O cunhado de Jackson; Tio materno de Jack Jr.                                                                |
| Jonathan Ward     | Jonathan Eatenton                       | segundo filho nascido de Drum e M'Lynn Eatenton e filho mais novo; irmão de Shelby e de Tommy; cunhado de Jackson; tio materno de Jack Jr.                                                              |
| Ronald Young      | Drew Marmillion                         | O irmão de Clairee Belcher; marido de Belle Marmillion; pai de Marshall e Nancy Beth |
| Bibi Besch        | Belle Marmillion                        | Esposa de Drew Marmillion; mãe de Marshall e Nancy Beth; cunhada de Clairee Belcher |
| Janine Turner     | Nancy-Beth Marmillion                   | Filha de Drew e Belle Marmillion; irmã de Marshall; sobrinha de Clairee Belcher; destronada do título "Miss Merry Christmas"                                                                            |
| James Wlcek       | Marshall Marmillion                     | Filho de Drew e Belle Marmillion; irmão de Nancy Beth; sobrinho de Clairee Belcher; anuncia para seus pais que é gay                                                                                    |
| Tom Hodges        | Louie Jones                             | Filho rebelde de Truvy e Spud Jones |
| C. Houser         | Jackson Latcherie Jr. (1 ano de idade)  | O filho de Jackson e Shelby Latcherie; neto de Drum e M'Lynn Eatenton; sobrinho de Jonathan e Tommy Eatenton                                                                                            |
| Daniel Camp       | Jackson Latcherie Jr. (3 anos de idade) | O filho de Jackson e Shelby Latcherie; neto de Drum e M'Lynn Eatenton; sobrinho de Jonathan e Tommy Eatenton                                                                                            |
| Norman Fletcher   | Mr. Latcherie Sr                        | Marido da Sra. Latcherie Sr, pai de Jackson Latcherie Sr, sogro de Shelby e avô paterno de Jack Jr. |

## Prêmios e indicações
Oscar 1990 (EUA)
- Indicação na categoria de melhor atriz coadjuvante (Julia Roberts).

Globo de Ouro 1990 (EUA)
- Vencedor na categoria de melhor atriz coadjuvante - cinema (Julia Roberts).
- Indicado na categoria de melhor atriz - cinema (Sally Field).

BAFTA 1991 (Reino Unido)
- Indicado na categoria de melhor atriz coadjuvante (Shirley MacLaine).

People's Choice Award 1990 (EUA)
- Escolhido como o filme preferido do público na categoria de Filme Dramático Favorito.